# أوزان دولوناي
محمد أوزان دولوناي ممثل تركي ولد في أنقرة، تركيا، 2 مايو 1990. كان أول عمل له في مسلسل الحلوات الصغيرات الكاذبات.

## حياته وعمله
ولد دولوناي عام 1990 في أنقرة. التحق بجامعة كوش بعد ان أنهى دراسته في مدرستا إنكا وكليفلاند الثانوية، حيث درس تخصصًا في الهندسة الميكانيكية. أثناء دراسته، بدأ في أخذ دروس في التمثيل في ورش عمل حرفية، وظهر لأول مرة على شاشة التلفاز في مسلسل الحلوات الصغيرات الكاذبات. جاءت تجربته المهنية الأولى على المسرح بدور في مسرحية Killology. تم ترشيحه كأفضل موهبة شابة في كل من جوائز Afife Jale و stün Akmen لأدائه في هذه المسرحية والتي فاز بها. واصل مسيرته بالتمثيل بأدوار داعمة في مفسد اللعبة والطبقة المخملية، قبل أن يلعب دوره القيادي الأول في دورية الثانوية. وقد برز أكثر مع دوره في مسلسل إسطنبول الظالمة بدور جنك.

## أعماله
| مسلسلات   | مسلسلات                       | مسلسلات         | مسلسلات                    |
| العام     | العنوان                       | الدور           | ملاحظات                    |
| --------- | ----------------------------- | --------------- | -------------------------- |
| 2015      | الحلوات الصغيرات الكاذبات     | باريش           | ممثل مساعد                 |
| 2016      | مفسد اللعبة                   | روزغار          | ممثل مساعد                 |
| 2016      | الطبقة المخملية               | مرت             | ممثل مساعد                 |
| 2017      | دورية الثانوية                | يغيت دوغروسوز   | بطولة                      |
| 2018      | العقبى لنا                    | أوزان تكينسوي   | بطولة                      |
| 2019–2020 | إسطنبول الظالمة               | جنك كاراشاي     | بطولة                      |
| 2020      | في السراء والضراء             | صرب             | بطولة                      |
| 2024      | فاتح القدس صلاح الدين الأيوبي | باليان دي إبلين | بطولة بجانب " أوغور غونيش" |

### مسرحيات
| مسرحيات | مسرحيات   | مسرحيات | مسرحيات |
| العام   | العنوان   | الدور   |         |
| ------- | --------- | ------- | ------- |
| 2015    | killilogy | دافي    |         |

## الجوائز
| العام | الجائزة                | النوع          | العمل     | النتيجة |
| ----- | ---------------------- | -------------- | --------- | ------- |
| 2018  | 22nd Afife Jale Awards | أفضل شاب موهوب | Killology | رُشِّح     |
| 2018  | Üstün Akmen Awards     | ممثل صاعد      | Killology | فوز     |

## وصلات خارجية
- أوزان دولوناي في قاعدة بيانات الأفلام على الإنترنت
- أوزان دولوناي على إنستغرام